# Ноцицептин
Ноцицептин или орфанин FQ — нейропептид, состоящий из 17 аминокислот, эндогенный лиганд ноцицептиновых рецепторов. Он образуется из белка препроноцицептина, как и ещё 2 пептида — ноцистатин и NocII. Ген, кодирующий препроноцицептин у человека расположен в Хр8p21.
Ноцицептин — опиоид-связанный пептид, но он не действует на классические опиоидные рецепторы и его эффекты не устраняются опиоидным антагонистом налоксоном. Ноцицептин — мощный анти-анальгетик. Ноцицептин широко представлен в ЦНС; его обнаруживают в головном мозге, в том числе в коре больших полушарий, переднем обонятельном ядре, латеральной перегородке, во многих областях гипоталамуса, гиппокампе, миндалевидном теле, околоводопроводном сером веществе, ядрах варолиевого моста, межножковом ядре, чёрной субстанции, комплексе шва, голубом пятне, в стволе мозга, в переднем мозге, а также в передних и задних рогах спинного мозга. Ноцицептин действует на ноцицептиновые рецепторы (NOP1), ранее известные как ORL-1.
N/OFQ-NOP систему обнаруживают в центральной и периферической нервной ткани, где она расположена для модуляции ноцицепции. Действительно, существуют доказательства, что ноцицептин может участвовать в явлении опиоид-индуцированной гипералгезии.